# Marleen Barr
Marleen Sandra Barr, née en 1er mars 1953 à New York, est une écrivaine et critique littéraire américaine spécialiste de la science-fiction. Elle est connue pour avoir ses contributions aux études de science-fiction, pour lesquelles elle remporte un prix Pilgrim de la Science Fiction Research Association en 1997.

## Biographie
Marleen Barr enseigne la communication et les médias à l'Université Fordham de New York. C'est une pionnière dans le domaine de la critique féministe de la science-fiction. Son anthologie de 1981, Future Females: A Critical Anthology sert d'introduction et de révélation au domaine de la science-fiction féministe.

## Œuvres

### Romans
- (en) Oy Pioneer!, 2003
- (en) Oy Feminist Planets, 2015

### Recueil
- (en) When Trump Changed: The Feminist Science Fiction Justice League Quashes the Orange Outrage Pussy Grabber, 2018[2]

### Nouvelles
- (en) Superfeminist: or, A Hanukah Carol, 2003
- (en) Close Encounters of the Monica Kind, 2004
- (en) To The Moon, Said Newt Or Informing New Yorkers That Outer Space Contains Space, 2012[3]
- (en) The Birther Committee Inception: An Unreal Manhattan Real Estate Story, 2013[4]
- (en) Oy It's The Cosmetics, Stupid: Or How Estee Lauder Changed the Post 9/11 World, 2013[5]
- (en) The Pen Is Mightier than the Coop Board's Borg Queen: A SF/Memoir, 2014[6]
- (en) Thanksgiving Brunch Mitzvah or, the End of the World for Women, 2015[7]
- (en) Rudolph the Red Nosed Squirrel or Miracle on 82nd Street: Fiction/Quotation/Exposition, 2015[8]
- (en) Husband Hunting in Africa, 2016[9]
- (en) The Perfect Storm, or Why Americans Are No Longer Afraid of Dragons, 2017
- (en) Duck, Donald: A Trump Exorcism, 2017
- (en) The Purple Rose of Brooklyn, or Meeting Marshall McLuhan (with a Little Help from Mayan Apocalypse Planet X/Nibiru), 2017
- (en) The Trump Brand, 2017

### Essais
- (en) Creating Room For A Singularity of Our Own: Reading Sue Lange’s “We, Robots", 2013[10]
- (en) Genre Fission: A New Discourse Practice for Cultural Studies, 2000
- (en) Lost in Space: Probing Feminist Science Fiction and Beyond, 1993
- (en) Feminist Fabulation: Space/Postmodern Fiction, 1992
- (en) Alien to Femininity: Speculative Fiction and Feminist Theory, 1987

### Éditrice d'essais
- (en) Future Females: A Critical Anthology, 1981
- (en) Future Females, The Next Generation: New Voices and Velocities in Feminist Science Fiction Criticism, 2000
- (en) Envisioning the Future: Science Fiction and the Next Millennium, 2003
- (en) Reading Science Fiction, 2009Coédité avec James Gunn et Matthew Candelaria

## Récompenses
- 2006 : bourse Fulbright, Université technique de Dortmund, Allemagne[11]
- 2000 : bourse de chercheuse émérite, Japon
- 1997 : prix Pilgrim de la Science Fiction Research Association pour sa carrière de critique de science-fiction[12]
- 1989 : bourse Fulbright, Université Eberhard Karl de Tübingen
- 1983 : bourse Fulbright  à l'Université Heinrich-Heine de Düsseldorf,  Allemagne